# Pramoedya Ananta Toer
Pramoedya Ananta Toer (Blora, 6 febbraio 1925 – Giacarta, 30 aprile 2006) è stato uno scrittore e attivista indonesiano, autore di romanzi, racconti brevi e saggi sull'Indonesia ed i suoi abitanti.
I suoi lavori sono ambientati durante il periodo coloniale, durante il movimento per l'indipendenza indonesiana, l'occupazione giapponese durante la seconda guerra mondiale, così come i regimi autoritari post-coloniali di Sukarno e Suharto, ed intrisi di storie personali e nazionali.
I suoi scritti non trovarono il favore dei governi coloniali ed autoritari in seguito, al punto da incorrere nella censura prima del periodo delle riforme, per quanto fosse già famoso al di fuori dell'Indonesia. Durante la guerra d'indipendenza indonesiana venne imprigionato dal governo olandese dal 1947 al 1949. Dopo il golpe di Suharto, accusato di aver appoggiato il precedente regime (per quanto fosse stato censurato sotto di esso) e di essere comunista, Pramoedya venne imprigionato sull'isola di Buru, nella provincia di Maluku, dal 1969 al 1979.
Durante la sua prigionia sull'isola di Buru scrisse la sua opera più famosa, i romanzi appartenenti al Buru Quartet - comprendente Questa terra dell'uomo (Bumi manusia), Figlio di tutti i popoli (Anak semua bangsa), Jejak langkah, e Rumah kaca ("La casa di vetro"). Non avendo accesso a materiale di scrittura, recitava le storie ai prigionieri; in seguito l'opera venne trascritta e diffusa clandestinamente.